# Os Jovens Heróis de Shaolin
Os Jovens Heróis de Shaolin (Ying hung chut siu nin) é uma série de televisão de 1981, produzida em Hong Kong. Relata a história de três alunos de artes marciais do templo Shaolin na China, em meados do século XVIII. A série fez sucesso em Portugal, quando foi exibida a partir de 1986 na RTP.

## Elenco
- Hung Hei Kwun (Shek Sau)
- Fong Sai Yuk (Stephen Tung)
- Wu Wai Kin (Michael Miu)